# Albert Brachvogel
Albert Emil Brachvogel, född 29 april 1829 i Breslau i provinsen Schlesien i konungariket Preussen, död 27 november 1878 i Berlin, var en tysk författare.
Brachvogel skrev ett stort antal dramer och romaner, av vilka främst märks sorgespelet Narziss (1857) och den historiska romanen Friedemann Bach (1858), som utspelar sig i rokokotidens sachsiska hov.